# کیس فرکرک
کیس فرکرک (انگلیسی: Kees Verkerk؛ زادهٔ ۲۸ اکتبر ۱۹۴۲) اسکیت‌باز سرعت اهل هلند بود.